# 藤原歡子
藤原歡子（1021－1103年）， 日本第七十代後冷泉天皇之皇后，關白藤原教通第三女。被稱為「四條宮」，又通稱為「小野皇太后」。

## 生平
藤原歡子姿色美豔，善於彈奏琵琶及書畫。永承二年（1047年）入宮，三年（1048年）晉升為女御。永承五年（1050年）關白藤原賴通的女兒藤原寬子入宮，其後再晉升為皇后。藤原歡子怒恨，出居藤原教通府第。後冷泉天皇召而不入，遂寄居於兄僧靜圓小野山房，覃思佛乘。永承六年（1051年）二月，藤原寬子被封為準三宮，給年官、年爵，封為千戶。治曆四年（1068年），藤原歡子被立為皇后，藤原寬子改稱中宮。當藤原歡子居於二條東洞院亭時，書最勝王經，雷震其室，令她的衣裳皆焦。藤原歡子暝目危坐，卻無恙。自此，藤原歡子更加歸佛乘。承保元年（1074年），為皇太后，她再落髮出家，以官為寺，號「常壽院」。延僧慶曜，講真言止觀。她又親手寫下五部大乘經。
藤原歡子居於小野時，有一日天下大雪，白河天皇出外觀雪，近侍認為天皇或駕幸小野，偷偷馳馬至小野告之皇太后歡子。藤原歡子從容陳設供具。白河天皇果然駕幸小野，在車上觀雪。近侍奉皇太后之命，就地而供給白河天皇杯酒。左右懷疑白河天皇會不入皇太后居室。白河天皇曰：「朕觀雪耳，何必須入？」遣使奉美濃莊園，以謝其草率所設。康和四年八月（1103年）八月，藤原歡子逝世，是年八十二歲。

## 來源
- 大日本史 （页面存档备份，存于）